# Oxyethira cornuta
Oxyethira cornuta är en nattsländeart som beskrevs av Wells 1990. Oxyethira cornuta ingår i släktet Oxyethira och familjen smånattsländor. Inga underarter finns listade i Catalogue of Life.